# Michael Wincott
Michael Wincott (født 21. januar 1958 i Toronto, Ontario, Canada), er en canadisk skuespiller som er kendt for sin dybe stemme, som blandt andet kan høres i original versionen af Disney's Skatteplaneten fra 2002.
Wincott spiller mindre karaktersroller i independent-film såvel som større film. Han kendes bl.a. fra film som Robin Hood – Den Fredløse, De tre musketerer (film fra 1993) og The Crow (1994). Han spillede også The Doors producent Paul A. Rothchild i Oliver Stones The Doors.